# Marc Roland
Marc Roland, de son vrai nom Adolf Beeneken (né le 4 janvier 1894 à Brême, mort le 25 février 1975 à Munich) est un compositeur de musique de film allemand.

## Biographie
Ce fils d'un comptable étudie la composition auprès de Max Meyer-Olbersleben et Simon Breu. En 1919, il est maître de chapelle du Theater am Kottbusser Damm et compositeur indépendant. Il écrit la musique même ou l'accompagnement musical de films muets. Dans un style postromantique, il se sert de deux formes musicales en cherchant à illustrer la synchronicité. Il se fait connaître grâce aux grands airs de Fridericus Rex.
Roland dirige la Deutschen Filmmusik-Union et fonde une académie en 1928 pour la musique de film et l'accompagnement lors d'une projection.
Après la prise du pouvoir par les nazis, il écrit la musique de Der Choral von Leuthen, dont les nazis font un film de propagande. Avec Erwin Offeney, il compose la musique de Nur nicht weich werden, Susanne!, film antisémite. En 1934, il est membre de la Chambre de la musique du Reich. Après une illustration de la pièce Le Prince de Hombourg en 1940, il ne reçoit plus de contrat. Non membre du NSDAP, il devient soldat en 1944.
Après la Seconde Guerre mondiale, il s'installe à Munich et continue à écrire de la musique de film. En 1970, il devient membre de la loge maçonnique de Bad Pyrmont "Friedrich zu den drei Quellen" pour laquelle il compose la musique des rituels, mais qui ne sera joué qu'après sa mort.

## Filmographie
- 1922 : Fridericus Rex
- 1923 : Alt-Heidelberg
- 1925 : Weil du es bist
- 1926 : Zopf und Schwert - Eine tolle Prinzessin
- 1927 : Der Weltkrieg
- 1929 : Verzeih mir
- 1930 : Der weiße Teufel
- 1931 : La Chanson des nations
- 1931 : Gassenhauer
- 1931 : Hurra - ein Junge!
- 1931 : Schön ist die Manöverzeit
- 1931 : Lügen auf Rügen
- 1932 : Une nuit au paradis
- 1932 : Die Tänzerin von Sanssouci (de)
- 1932 : Kampf
- 1933 : Der Choral von Leuthen
- 1933 : Nördlingen, Anno 1634
- 1934 : Konjunkturritter
- 1934 : Une maîtresse femme
- 1934 : Schützenkönig wird der Felix
- 1934 : Ferien vom Ich
- 1935 : Nur nicht weich werden, Susanne!
- 1935 : Der Klosterjäger
- 1935 : Der stählerne Strahl
- 1935 : Arena Humsti Bumsti
- 1936 : Das Hemd des Glücks
- 1937 : Fridericus
- 1937 : Der Etappenhase
- 1938 : Musketier Meier III
- 1952 : Ferien vom Ich
- 1954 : Liebe und Trompetenblasen
- 1954 : The Sergeant and the Spy
- 1956 : Wo die alten Wälder rauschen (de)
- 1957 : Kamerad Pferd
- 1957 : Die Geburt des Lichts

## Source de la traduction
- (de) Cet article est partiellement ou en totalité issu de l’article de Wikipédia en allemand intitulé « Marc Roland » (voir la liste des auteurs).